# Provinz Vaca Díez
Vaca Díez (auch: Antonio Vaca Díez) ist eine Provinz im nördlichen Teil des Departamento Beni im südamerikanischen Anden-Staat Bolivien. Die Provinz trägt ihren Namen zu Ehren von Antonio Vaca Díez, im 19. Jahrhundert erster Mediziner in der Region Beni.

## Lage
Die Provinz ist eine von acht Provinzen im Departamento Beni. Sie grenzt im Westen an das Departamento Pando, im Süden an die Provinz Ballivián und die Provinz Yacuma, im Südosten an die Provinz Mamoré, und im Osten an die Republik Brasilien.
Die Provinz erstreckt sich zwischen 10° 20' und 12° 04' südlicher Breite und 65° 00' und 67° 00' westlicher Länge, ihre Ausdehnung von Westen nach Osten beträgt bis zu 210 Kilometer, von Norden nach Süden 230 Kilometer.

## Bevölkerung
Die Einwohnerzahl der Provinz Vaca Díez ist in den vergangenen drei Jahrzehnten um etwa drei Viertel angestiegen:
| Jahr | Einwohner | Quelle       |
| ---- | --------- | ------------ |
| 1992 | 84.651    | Volkszählung |
| 2001 | 116.421   | Volkszählung |
| 2012 | 130.836   | Volkszählung |
| 2024 | 147.900   | Volkszählung |

46,8 Prozent der Bevölkerung sind jünger als 15 Jahre, der Alphabetisierungsgrad in der Provinz beträgt 86,7 Prozent.
98,9 Prozent der Bevölkerung sprechen Spanisch, 2,7 Prozent Quechua, 1,4 Prozent Aymara, und 0,8 Prozent andere indigene Sprachen. (1992)
46,4 Prozent der Bevölkerung haben keinen Zugang zu Elektrizität, 22,9 Prozent leben ohne sanitäre Einrichtung (1992).
77,2 Prozent der Einwohner sind katholisch, 19,3 Prozent sind evangelisch (1992).

## Gliederung
Die Provinz Vaca Díez gliederte sich bei der Volkszählung von 2024 in die folgenden zwei Verwaltungsbezirke (bolivianisch „Municipios“)
- 08-0201 Municipio Riberalta (13.030 km²) im westlichen Teil der Provinz – 107.141 Einwohner – 8,2 Einwohner/km²
- 08-0202 Municipio Guayaramerín (6.353 km²) im östlichen und nördlichen Teil der Provinz – 40.759 Einwohner – 6,4 Einwohner/km²

## Ortschaften in der Provinz Vaca Díez
- Municipio Riberalta
  - Riberalta 78.754 Einw. – Alto Ivon 509 Einw. – La Esperanza 472 Einw. – Tumichucua 426 Einw. – Peña Amarilla – 359 Einw. – Santuario 87 Einw. – El Triangulo 35 Einw.

- Municipio Guayaramerín
  - Guayaramerín 35.764 Einw. – Cachuela Esperanza 982 Einw. – Rosario del Yata 548 Einw. – Villa Bella 200 Einw.